# تاریخ فیزیک

گهواره نیوتون

به عنوان یکی از شکل‌های علم فیزیک (از زبان یونانی: φύσις تلفظ:فیزیس به معنی «طبیعت») به‌طور تاریخی از فلسفه گسترش یافت و در زمان گذشته به فیزیک به نام فلسفه طبیعی شناخته می‌شد و اصطلاحی بود برای بیان زمینه‌ای که بررسی‌اش «نحوه کار طبیعت» بود.
فیزیک علمی است که تمامی علوم را در بر میگیرد.
عناصری که فیزیک را تشکیل می‌دهند از رشته‌های اخترشناسی، اپتیک و مکانیک مشتق شده‌اند که از طریق بررسی هندسه در یک حوزه جمع می‌شوند. این قوانین ریاضی از تاریخ باستان با تمدن بابل و نویسندگان هلنی مانند ارشمیدس و بطلمیوس آغاز شده‌است. در همین حال، فلسفه‌ای که شامل فیزیک می‌شد و بر روی موضوعات تشریحی (نه توصیفی) تمرکز می‌کرد عمدتاً حول عقاید ارسطو دربارهٔ علت‌های چهارگانه وی، رشد یافت.
حرکت به سوی درک منطقی از طبیعت حداقل از دوره کهن یونان (۶۵۰ پیش از میلاد مسیح – ۴۸۰ پیش از میلاد مسیح) با فیلسوفان پیشاسقراطی آغاز گشت. تالس (قرون ۶ و ۷ پیش از میلاد) لقب پدر علم را برای امتناع از پذیرش توصیفات مختلف مافوق طبیعی، مذهبی یا اساطیری برای پدیده‌های طبیعی گرفت، او معتقد بود که هر واقعه‌ای در جهان، یک علت طبیعی دارد.
لئوکیپتوس (نیمه اول قرن ۵ پیش از میلاد) نظریه اتمیسم را گسترش داد. این نظریه به این صورت است که: همه چیزها به‌طور کامل از اجزاء تفکیک‌ناپذیری به نام اتم تشکیل شده‌اند. این نظریه به وسیله دموکریت به‌طور مفصل شرح داده شده‌است.

## تاریخ اولیه
منشأ بسیاری از علوم در طول تاریخ فلسفه بوده، ولی فیزیک در اصل از فلسفه طبیعی مشتق شده‌است. اصطلاحی که زمینه مطالعاتی «کارکرد طبیعت» را توضیح می‌دهد.

### مبانی اولیه
آنچه باعث ایجاد شاخهٔ فیزیک در دانش شد به زمینه‌های اخترشناسی، نورشناخت و مکانیک بازمی‌گردد که پایهٔ نخست همهٔ آن‌ها هندسه بود. سرآغاز این رشته‌های ریاضیاتی را باید در دوران باستان و در تمدن‌های بابل و هلنی جستجو کرد. دانشمندانی مانند ارشمیدس و کلاودیوس بطلمیوس به آن دوران تعلق دارند. در آن دوران فلسفه و آنچه که فیزیک را در بر می‌گرفت بیشتر به توضیح و فهم کلی پدیده‌ها می‌پرداخت تا به مطالعهٔ عمیق آن‌ها، این روش بیشتر در دورهٔ ارسطو و در بحث‌هایی مانند علت‌های چهارگانه گسترش یافت.

### جهش در دانش فیزیک
حرکت رو به جلو در علم و مطالعهٔ ریشه‌ای و عمیق پدیده‌های طبیعت، می‌توان گفت دست کم از دورهٔ Archaic Greece و در میان سال‌های ۴۸۰ تا ۶۵۰ پیش از میلاد، با فلسفهٔ پیشاسقراطی آغاز شد. تالس فیلسوف سده‌های ۶ و ۷ پیش از میلاد، چون از پذیرش دلیل‌های فرای طبیعی و آوردن توضیح‌های افسانه‌ای و مذهبی برای پدیده‌های طبیعی سر باز زد و ادعا کرد که هر رویدادی باید عاملی طبیعی داشته باشد، عنوان «پدر علم» (به انگلیسی: the Father of Science) را از آن خود کرد. لئوکیپوس (فیلسوف) (نیمهٔ نخست سدهٔ ۵ پیش از میلاد) مکتب اتم‌گرایی را ایجاد کرد و پس از او دموکریت این مکتب را به تفصیل توضیح داد. اتم‌گرایی به این معنی است که هر چیزی در جهان از عنصرهایی تغییرناپذیر و تجزیه نشدنی به نام اتم ساخته شده‌است.

### فیزیک در یونان

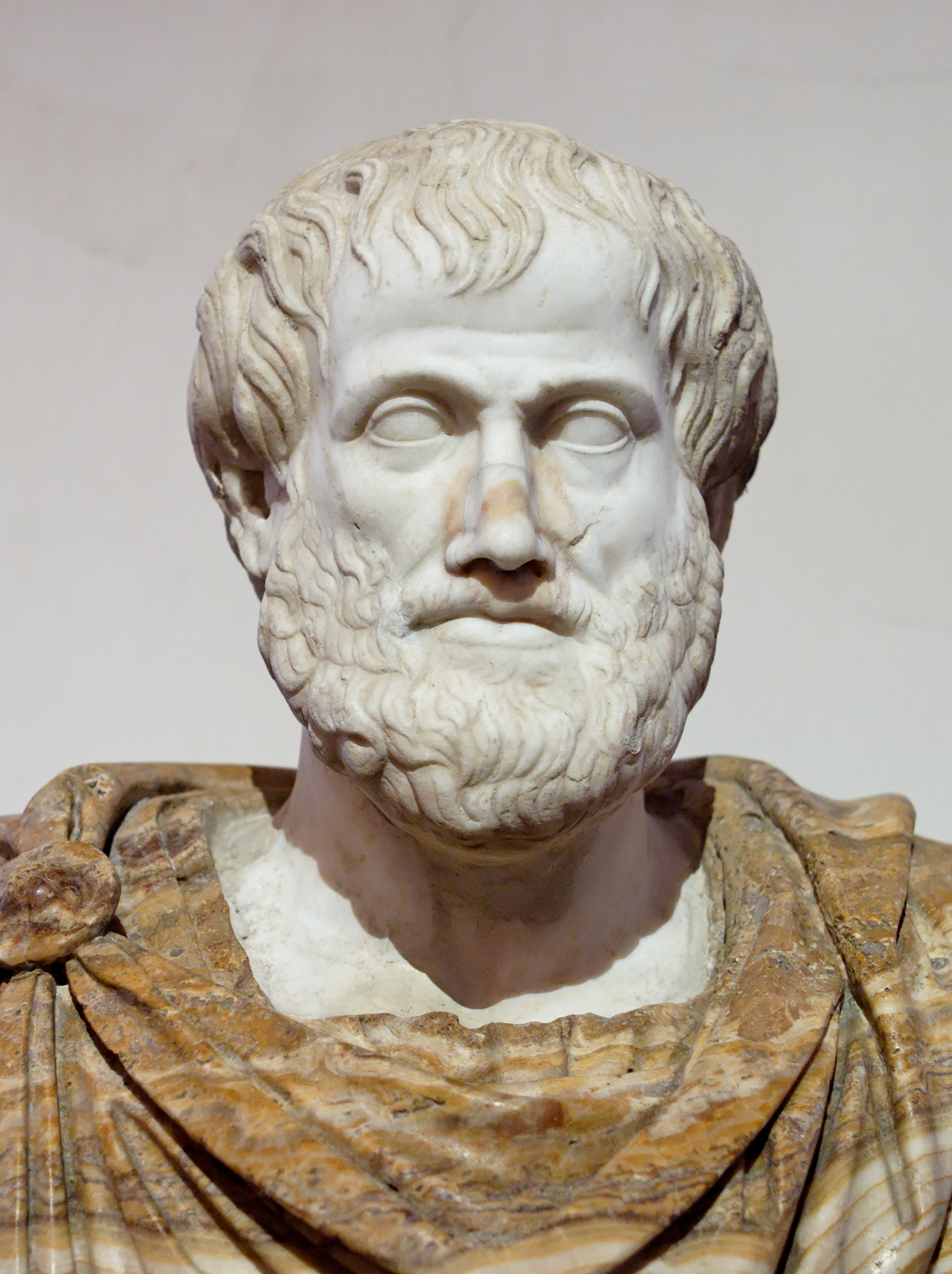
ارسطو (۳۸۴–۳۲۲ پ. م)

ارسطو (به یونانی: Ἀριστοτέλης, Aristotélēs) (سال‌های ۳۸۴–۳۲۲ پیش از میلاد) شاگرد افلاطون این اندیشه را پیشنهاد کرد که مشاهدهٔ پدیده‌های فیزیکی در نهایت منجر به شناخت قوانین طبیعی حاکم بر آن‌ها می‌شود. او این پیشنهاد را در قالب یک کتاب با نام «فیزیک» (Physics) ارائه کرد. در دوران کلاسیک یونان (سده‌های ۴، ۵ و ۶ پیش از میلاد) و دوران تمدن هلنی، فلسفهٔ طبیعی کم‌کم گسترش یافت و به یکی از شاخه‌های پُر تکاپوی دانش تبدیل شد.
در اوایل دوران کلاسیک یونان کروی (گِرد) بودن زمین برای عموم مفهومی جا افتاده بود و نزدیک به سال ۲۴۰ پیش از میلاد بود که اراتوستن (۱۹۴ تا ۲۷۶ پیش از میلاد) با دقت خوبی توانست پیرامون کرهٔ زمین را برآورد کند. در برابر اعتقاد زمین‌مرکزی ارسوط، آریستارخوس ساموسی (به یونانی: Ἀρίσταρχος) (سال‌های ۲۳۰ تا ۳۱۰ پیش از میلاد) برهان روشنی بر مرکزی بودن خورشید و نه زمین در منظرمهٔ شمسی آورد. Seleucus of Seleucia از پیروان نظریهٔ آریستارخوس بود و او بود که پی برد، هنگامی که زمین به گرد خورشید در حرکت است هم‌زمان به دور خودش نیز می‌گردد. برهانی که آن زمان Seleucus of Seleucia ارائه می‌کند در دسترس نیست ولی پلوتارک دربارهٔ او گفته‌است که Seleucus of Seleucia نخستین کسی بود که نظریهٔ مرکزی بودن خورشید را با دلیل اثبات می‌کند.
در سدهٔ سوم پیش از میلاد ریاضی‌دان یونانی، ارشمیدس پایه‌های دانش ایستاشناسی سیالات و استاتیک را بنا می‌کند و قانون اهرم را توضیح می‌دهد. وی در سال ۲۵۰ پیش از میلاد بر روی اجسام شناور کار می‌کند و در نهایت به قانونی با نام قانون ارشمیدس دربارهٔ شناوری دست می‌یابد. کلاودیوس بطلمیوس ستاره‌شناس نامدار، نوشته‌ای مفهومی در زمینهٔ اخترشناسی به نام المجسطی فراهم می‌کند، نوشته‌ای که بعدها پایهٔ بسیاری از زمینه‌های دانش شد.
|  |

بیشتر دست نوشته‌های دانشمندان باستان از بین رفته‌است حتی کارهای بسیاری از اندیشمندان پرآوازهٔ آن دوران نیز از دست رفته و تنها بخش اندکی از آن‌ها به جای مانده‌است. برای نمونه هیپارکوس دست کم چهارده کتاب نوشته بود که می‌توان گفت هم‌اکنون هیچ‌کدام از آن‌ها به‌طور مستقیم در دسترس نیست. از ۱۵۰ مورد کارهای خوب مربوط به سامانهٔ فلسفی ارسطویی تنها ۳۰ مورد برجای مانده که تعدادی از آن‌ها نیز بیشتر شبیه یک مقاله‌اند تا یک کتاب. 

### ایران و فیزیک
در تمدن اسلامی در دوران خلافت عباسیان بسیاری از کارهای دانشمندان دورهٔ باستان جمع‌آوری شد و به عربی ترجمه شد. همچنین فیلسوفان اسلامی مانند ابویوسف کندی، فارابی، پور سینا و ابن رشد مفاهیم مطرح شده در میان اندیشمندان یونان را به زبان خود و با توجه به مفهوم‌های آشنای خود باز ترجمه کردند و توضیح دادند. برجسته‌ترین این تلاش‌ها از سوی ابن هیثم و ابوریحان بیرونی بود و نکتهٔ مهم اینجا است که این دانشمندان اسلامی این کارها را پیش از آنکه محققانی چون راجر بیکن و ویتلو در غرب آغاز کنند، انجام داده بودند.
دانش دوران باستان با ترجمهٔ از عربی به لاتین دوباره به دنیای غرب وارد شد ولی این بار این ترجمه‌ها با نظرهای الهی اسلام و یهود در گوشه و کنار آن‌ها آمیخته شده بود و این رویداد تأثیر مهمی بر فیلسوفان قرون وسطی مانند توماس آکویناس، اخلاق‌گرای اروپایی گذاشت. آکویناس کسی بود که همواره در اندیشهٔ آشتی دادن فلسفهٔ دوران باستان با الهیات مسیحی بود و از ارسطو با نام بزرگترین اندیشمند دوران باستان یاد می‌کرد و در جاهایی که مطلب مغایر با انجیل بود، فیزیک ارسطویی پایهٔ توضیحات فیزیکی کلیساهای اروپا می‌شد.

## گالیله و خیزش فیزیک ریاضیاتی

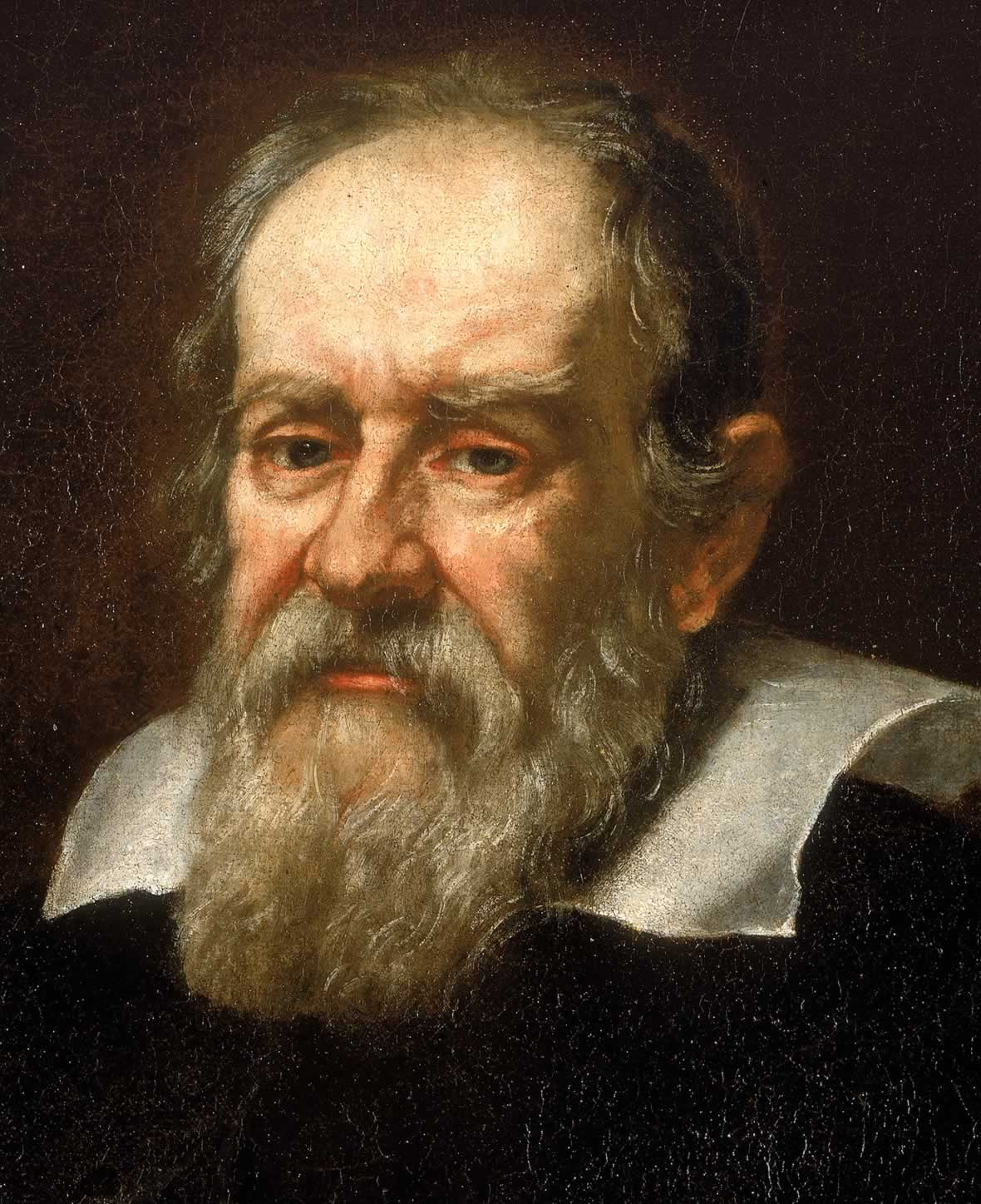
گالیلئو گالیله (۱۵۶۴–۱۶۴۲)

گالیله همچنین به عنوان «پدر علم اخترشناسی نوین رصدی»، و «پدر فیزیک نوین»، و «پدر علم»، و «پدر علم نوین» شناخته می‌شود. استیون هاوکینگ می‌گوید «گالیله احتمالاً بیش از هر شخص دیگری مسئول به وجود آمدن علم نوین است.»
گالیله از کشف ماه‌های گالیله‌ای که در سال ۱۶۰۹ میلادی با تلسکوپ خود انجام داده بود، در کتاب خود سایدروس نونسیوس که در سال ۱۶۱۰ منتشر شد صحبت به میان آورد، و از این فرصت استفاده کرد تا موقعیتی به عنوان فیلسوف و ریاضیدان در دربار خاندان مدیچی بیابد. به عنوان فیلسوف دربار، ازو انتظار می‌رفت در مباحث فلسفی دربار با دیگر فیلسوفان به شیوه ارسطویی مشارکت کند. او به سبب نوشتارهایش همچون کتب The Assayer و Discourses and Mathematical Demonstrations Concerning Two New Sciences محبوبیت پیدا کرد. این دو اثر گالیله در سال ۱۶۳۲ و پس از اینکه به سبب انتشار کتاب دیگرش گفتگو در باب دو سامانه بزرگ جهان مورد حبس خانگی قرار گرفت چاپ شدند.
گالیله به بیان ریاضی مکانیک طبیعت علاقه‌مند بود و می‌کوشید حرکت را به صورت ریاضی درآورد. این سنت با تأکید غیر ریاضی مجموعه «تاریخچه آزمایش‌ها» توسط فلسفه‌دانانی همچون ویلیام گیلبرت و فرانسیس بیکن ترکیب شد؛ و به جنبشی انجامید که در سراسر اروپا به شدت دنبال شد که شامل اوانجلیستا توریچلی و دیگران در ایتالیا، مارین مرسن و بلز پاسکال در فرانسه، کریستیان هویگنس در هلند، و رابرت هوک و رابرت بویل در انگلستان بودند.

## فلسفه حرکت دکارتی

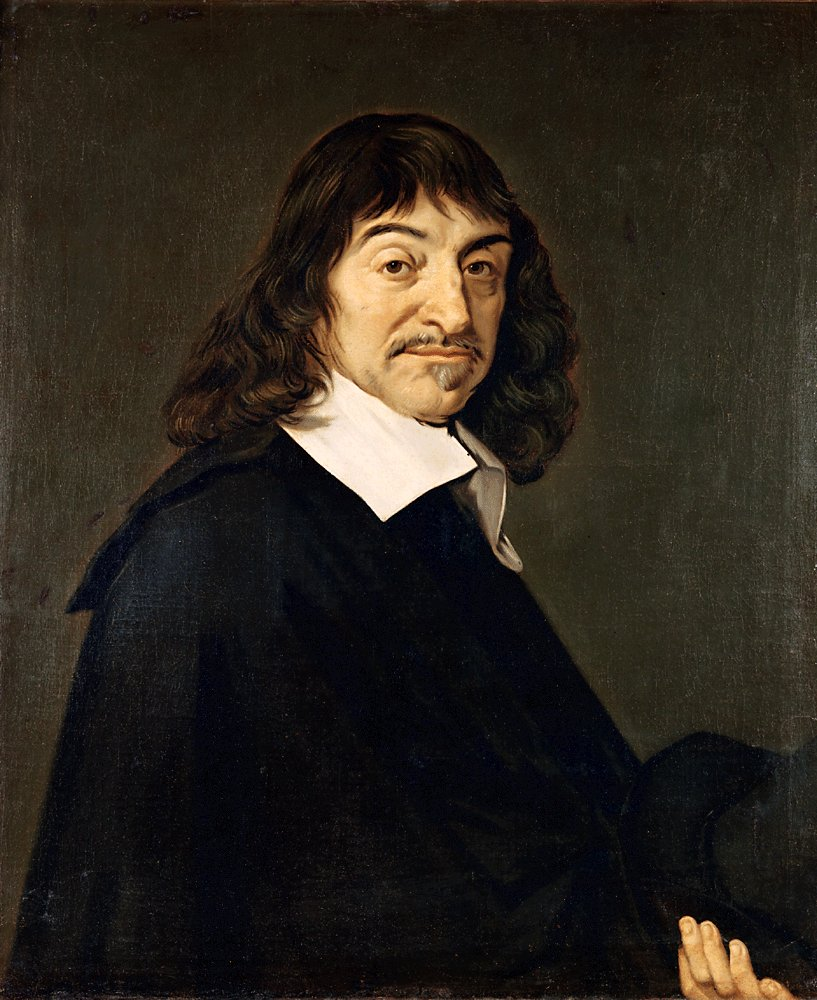
رنه دکارت (۱۵۹۶–۱۶۵۰)

## حرکت نیوتونی در مقابل حرکت دکارتی

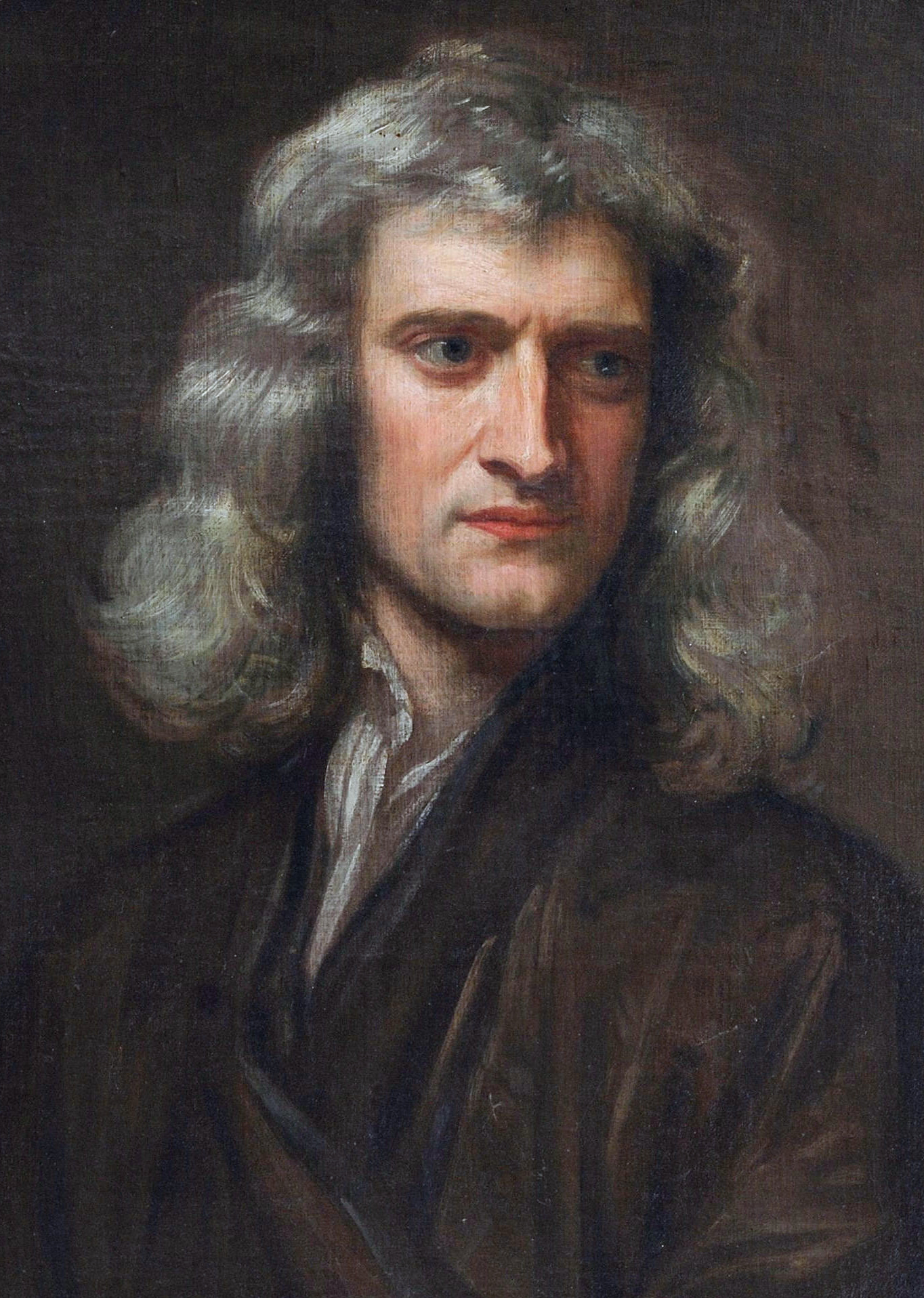
سر آیزاک نیوتن (۱۶۴۳–۱۷۲۷)

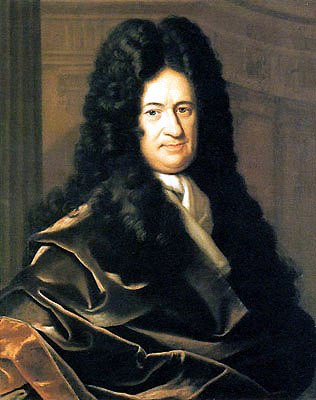
گوتفرید لایبنیتس (۱۶۴۶–۱۷۱۶)

## حرکت دورانی در سده هجدهم

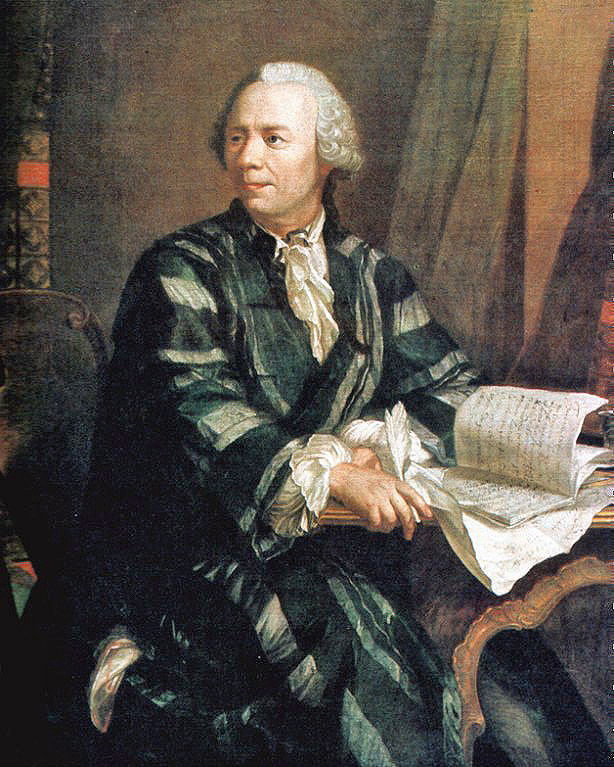
لئونارد اویلر (۱۷۰۷–۱۷۸۳)

## آزمایش‌های فیزیکی در سده هجدهم و اوایل سده نوزدهم
در همین هنگام، سنت آزمایش‌گری که توسط گالیله و شاگردانش پایه‌گذاری شده بود، به راه خود ادامه داد. انجمن سلطنتی در انگلستان و فرهنگستان علوم در فرانسه مراکز مهمی برای انجام و گزارش کارهای تجربی شدند، و نیوتون خود از تأثیرگذارترین آزمایش‌گران، به ویژه در زمینه آزمایش‌های نورشناختی شد که در آن‌ها یک منشور نور سفید را به طیف‌های رنگی تشکیل‌دهنده‌اش تقسیم می‌کند. او برای این کار و چاپ کتابش با نام نورشناسی در سال ۱۷۰۴ بسیار مورد توجه قرار گرفت. آزمایش‌های در زمینه مکانیک، نورشناسی، مغناطیس، الکتریسیته ایستا، شیمی، و فیزیولوژی در طول سده ۱۸ام آنچنان از هم تمایزپذیر نبودند، ولی تفاوت‌های بنیادین در روش‌های انجام و در نتیجه، طراحی آزمایش آرام آرام در حال پدید آمدن بودند. برای نمونه، تلاش‌ها در زمینه فشار آوردن به واکنش‌های شیمیایی برای بروز نیروهای نیوتونی نافرجام ماندند و در عوض، باعث شکل گرفتن روش‌های مدون برای طبقه‌بندی عناصر شیمیایی و واکنش‌ها شدند.

## ترمودینامیک، مکانیک آماری و نظریه الکترومغناطیس

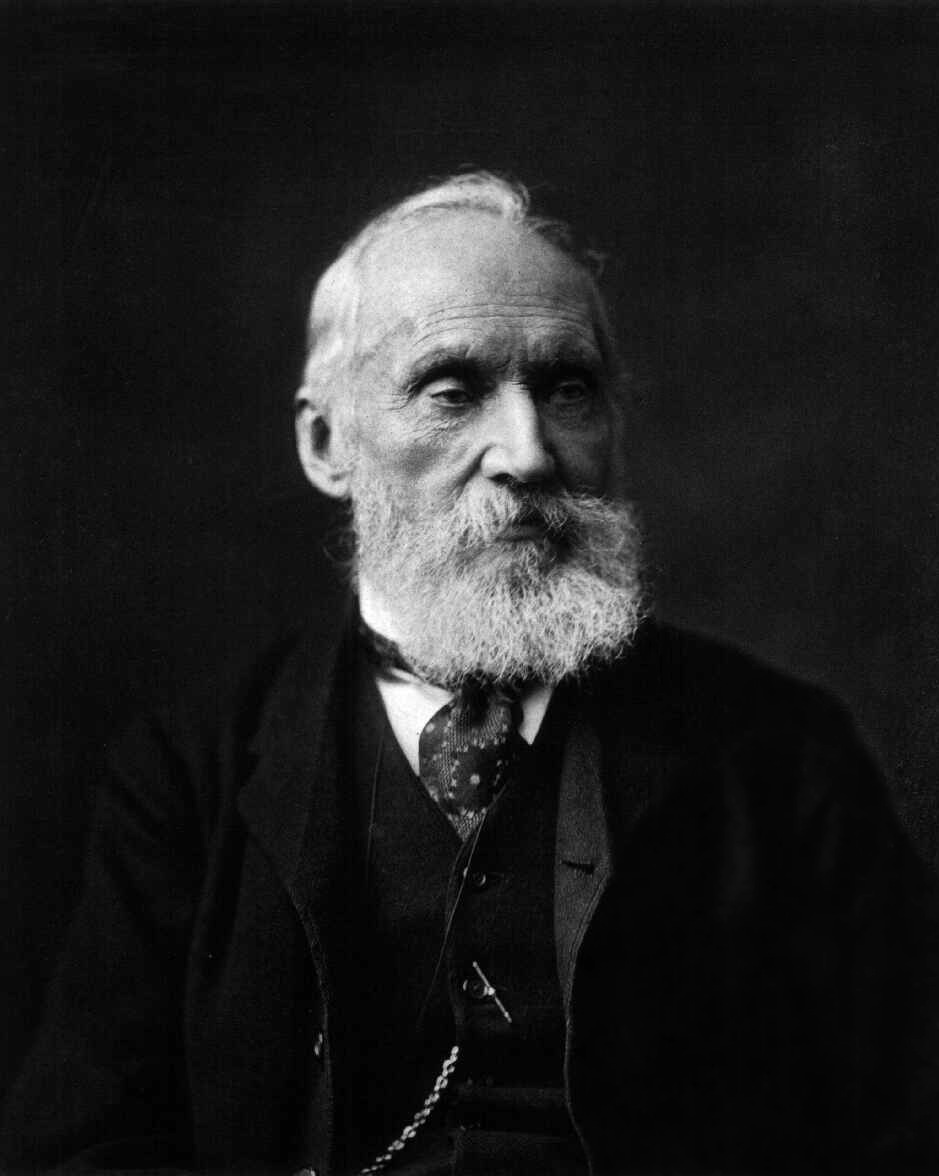
ویلیام تامسون (۱۸۲۴–۱۹۰۷), بعدها به نام لرد کلوین شناخته شد

تأسیس فیزیک ریاضیاتی انرژی بین دهه ۱۸۵۰ تا ۱۸۷۰ رخ داد. در حالی که پیر لاپلاس بر روی مکانیک اجرام آسمانی کار می‌کرد و با فیزیکی رابطه داشت که کاملاً معلوم (دترمینستیک) و برگشت‌پذیر بود. فیزیک انرژی که فقط به صورت جریان‌هایی از گرما بود مکانیک را به زیر سؤال برد. تکیه بر نظریه مهندسی لازار کارنو، نیکولا سعدی کارنو و بنویت پال امیل کلایپرون و آزمایش جیمز ژول مبنی برای تغیرپذیری شکل‌های الکتریکی، گرمایی، شیمیایی و مکانیکی کار؛ و تمرینات امتحان ریاضی کمربیج در ریاضی تحلیلی؛ ویلیام تامسون دایره‌ای از فیزیکدانان تأسیس کرد که کارهای آنان به قانون بقای انرژی (اکنون به نام قانون اول ترمودینامیک شناخته می‌شود) منجر شد. کار آن‌ها به زودی با کار دو فیزیکدان آلمان یولیوس روبرت فون مایر پ هرمان فون هلمهولتز در رابطه با بقای انرژی یکسان درآمد.

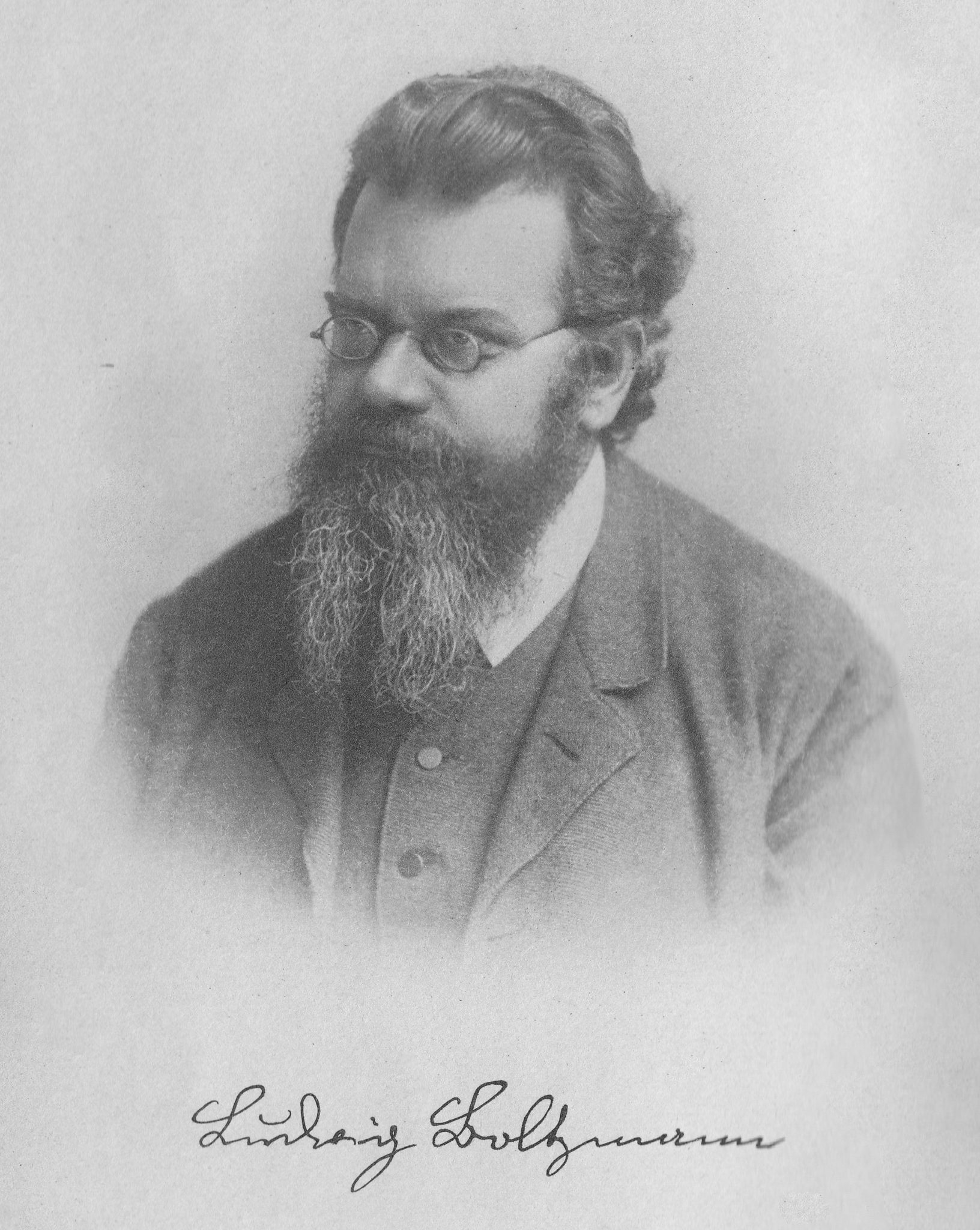
لودویگ بولتزمان (۱۸۴۴–۱۹۰۶)

در نظر گرفتن اشارات ریاضی خود را از کار جریان گرما ژوزف فوریه (و اعتقادات مذهبی و زمین‌شناسی وی), تامسون بر این باور بود که اتلاف گرما با زمان به عنوان قانون تشریح شد و اکنون به صورت قانون دوم ترمودینامیک شناخته می‌شود. اگرچه تفسیرهای دیگری از ترمودینامیک توسط رودلف کلازیوس فیزیکدان آلمانی به وجود آمد اما مکانیک آماری توسط لودیگ بولتزمان و فیزیکدان انگلیسی جیمز کلارک ماکسول تأسیس شد که انرژی را اندازه‌گیری سرعت ذرات می‌دانست. کلازیوس با ربط دادن احتمالات آماری حالتهای ساختاری معین این ذرات با انرژی این حالتها، پراکندگی انرژی را میل آماری آرایش مولکولی به سمت حالتهای محتمل و نامرتب در حال افزایش تعبیر کرد. همو بود که واژه «آنتروپی» را برای توصیف حالتهای نامرتب یک سیستم رایج ساخت. برداشت آماری در برابر برداشت مطلق قانون دوم ترمودینامیک مجادله بزرگی را به وجود آورد که چندین دهه ادامه یافت (بحث «شیطان ماکسول» نیز از همین‌جا سرچشمه گرفت)، تا اینکه فهم و درک رفتار اتمی در قرن بیستم بالاخره به این منازعه پایانی قابل قبول داد.
در همین زمان بود که فیزیک نوینِ انرژی، تحلیل پدیده‌های الکترومغناطیسی را متحول گردانید. این تحولات به‌خصوص با معرفی مفهوم میدان و نیز انتشار کتاب مشهوری از ماکسول با نام رساله الکتریسیته و مغناطیس در سال ۱۸۷۳ تحقق یافت که خود بخشی از آن بر اساس مطالعات نظریه پردازان آلمانی همچون کارل فریدریش گاوس و ویلهلم وبر بود. توصیف گرما با حرکات ذره‌ای، و نیز افزوده شدن نیروهای الکترومعناطیسی به دینامیک نیوتونی، پایه و تکیه‌گاه نظری مستحکمی را برای مشاهدات تجربی فراهم نمود. پیش‌بینی نور به عنوان منتقل‌کننده انرژی به صورت موج از میان یک «اتر نوری»، و همچنین تأیید ظاهری آن پیش‌بینی به وسیلهٔ آشکارسازی تابش الکترومغناطیسی توسط هاینریش هرتز در سال ۱۸۸۸ میلادی، پیروزی بزرگی برای فیزیک نظری محسوب گشت، و این فکر امکان وجود نظریات میدانی پایه‌ای دیگر را باعث گردانید. تحقیق بر روی چگونگی انتقال امواج الکترومعناطیسی در همان زمان با آزمایش‌های نیکولا تسلا، چاندرا بوز و گولیلمو مارکونی در سال‌های ۱۸۹۰ آغاز گردید، که منجر به اختراع رادیو گشت.

## سال ۱۹۰۰ و پدیدار شدن فیزیکی نوین

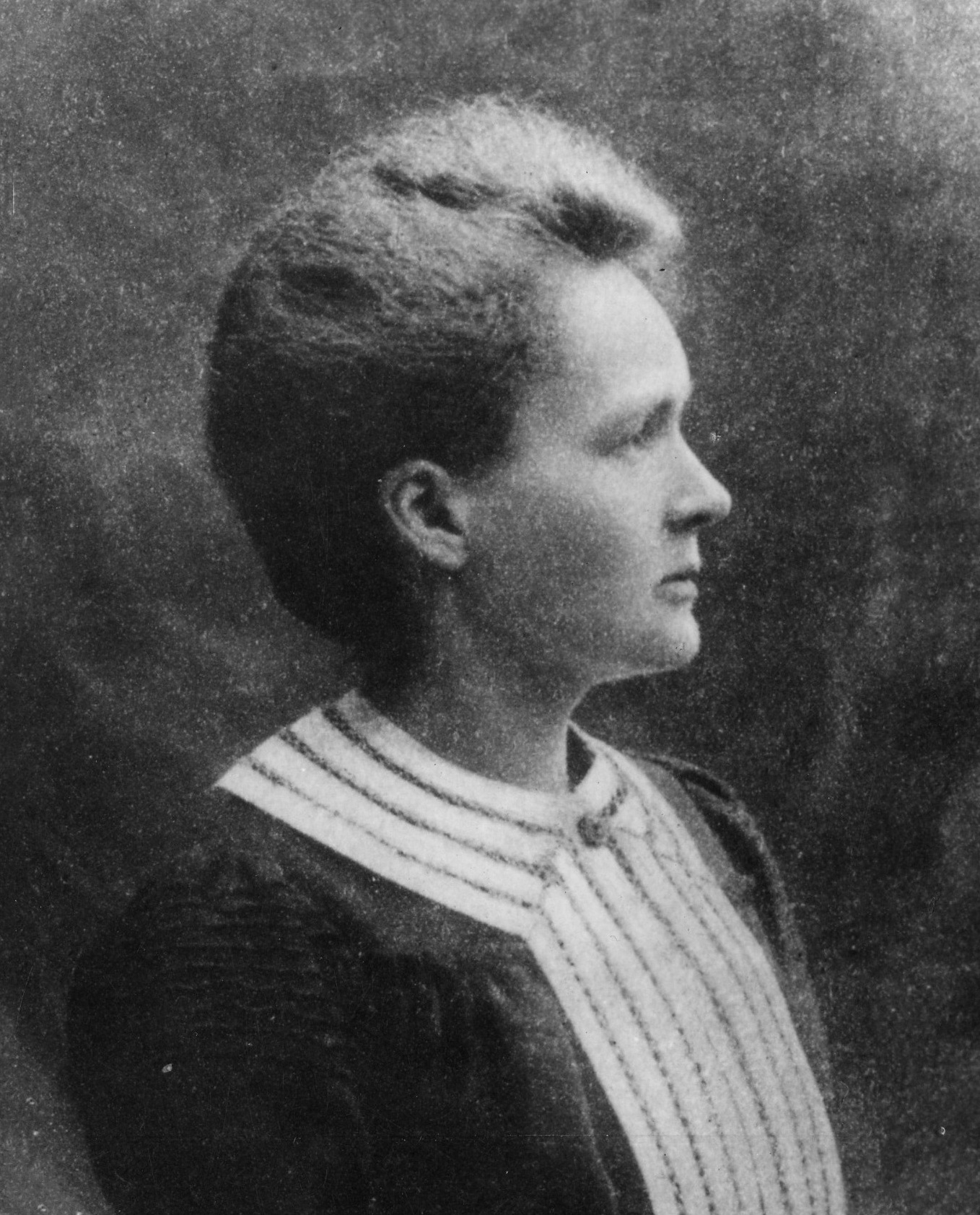
ماری کوری (۱۸۶۷–۱۹۳۴)

در سال‌های حلول قرن جدید میلادی، کاستی‌هایی رفته رفته در حال پدیدار شدن بودند که پیروزی نظریات ماکسول را کمرنگ تر و کمرنگ تر جلوه و باعث بروز تدریجی نگرانی‌هایی شدند. به‌طور مثال آزمایش مایکلسون-مورلی در باب سرعت نور و زاویهٔ حرکت زمین در اتر ناموفق بود. نظر هندریک لورنتز مبنی بر اینکه اتر قابلیت فشرده‌سازی ماده را داشته که ممکن است به نامریی شدن آن منتهی شود خود مشکلاتی را ایجاد می‌کرد چرا که یک الکترون فشرده که توسط جوزف جان تامسون بریتانیایی در سال ۱۸۹۷ آشکارسازی گردیده بود ناپایدار قلمداد می‌شد. از سوی دیگر، اقسام تشعشع‌های غیر منتظرهٔ دیگری نیز توسط آزمایشگران در حال کشف شدن بود. به‌طور نمونه کشف قابلیت خودکار برخی مواد در ساطع کردن تشعشعات همانند پرتوی ایکس توسط ویلهلم کنراد رونتگن در سال ۱۸۹۵ و نیز هانری بکرل در ۱۸۹۶ باعث ایجاد هیاهوی زیادی در مجامع علمی گردید. پیر کوری و همسرش ماری کوری واژهٔ «واپاشی هسته‌ای» را جا انداختند تا بتوانند این خاصیت ماده را توصیف کنند. آن‌ها تلاش‌های موفقی در منفردسازی عناصر پرتوزای رادیم و پولونیم از خود برجای گذاشتند. سپس ارنست رادرفورد و فردریک سادی متوجه شدند که پرتوهایی که بکرل مشاهده کرده بود از جنس الکترون (بتا) و هلیم (آلفا) بودند؛ و در سال ۱۹۱۱ رادرفورد مشخص گردانید که تمرکز جرمی اتم‌ها در هستهٔ آن‌ها بوده و بار مثبت دارد که الکتروهایی را در مداری در گردش به دور خود تجسم می‌کرد، پیکربندیی که از لحاظ نظری ناپایدار (و لذا ناممکن) می‌نمود. مطالعات پرتودهی و تلاشی رادیواکتیویته همچنان تمرکز بسیاری از دانشمندان و گروه‌های محقق علوم فیزیک و شیمی را تا دهه ۱۹۳۰ به خود مشغول گردانید. تا اینکه شکافت هسته‌ای درب بهره‌برداری عملی از آنچه که انرژی هسته‌ای نامیده شد را متوالیاً بازگردانید.
اما در همین دوران، نظریه‌های افراطی دیگری نیز در حال شکل‌گیری بودند. در سال ۱۹۰۵ به‌طور نمونه آلبرت انشتین که در سوییس در دفتر ثبت اختراعات مشغول به کار بود مدعی گردید که سرعت نور در تمام دستگاه‌های مرجع لخت ثابت است و قوانین الکترومغناطیس بایستی معتبر و مستقل از مفروضات دستگاه مرجع باقی بمانند، که این خود باعث غیرضروری شدن نظریه اتر گردید و این مفهوم را معرفی کرد که مشاهدات فضا و زمان بستگی به حرکت نسبی مشاهده شونده و مشاهده‌کننده داشت، مفهومی که به «نسبیت خاص» معروف گردید؛ و از همین‌جا سپس تعادل‌پذیری کمیتهای جرم مادی و انرژی طبق معادله هم‌ارزی جرم و انرژی بیان گردید. در همان سال انشتین در مقاله‌ای دیگر مدعی شد که نور به صورت کمیتی گسسته («کوانتم») در فضا پراکنده می‌شود، و این طبق ثابتی بود که ماکس پلانک در سال ۱۹۰۰ بدان رسیده بود که با آن توزیع پرتوی جسم سیاه به‌طور دقیقی بیان می‌گشت. انشیتن از همین مفهوم در مقالهٔ خود برای توضیح دادن خواص ناشناختهٔ اثر فوتوالکتریک استفاده کرد. نیلز بور دانمارکی نیز از همین ثابت در سال ۱۹۱۳ برای توصیف چگونگی پایداری مدل اتمی رادرفورد و نیز فرکانس نور ساطع شدهٔ گاز هیدرژنی استفاده کرد.

## تحولات اساسی: نسبیت عام و مکانیک کوانتمی
پذیرش نظریات انشتین و طبیعت کوانتیکی نور و نیز مدل اتمی بوهر همه با هم مشکلات تازه‌ای آفریدند که منجر به تلاشی تمام عیار جهت بازیابی مجدد مبانی و اصول فیزیک گردید. بسط نسبیت به دستگاه مرجع شتابدار («نسبیت عام») در دههٔ نخست قرن بیستم سرآغاز حرکتی بود که بنیان دانش فیزیک را تکانی مهیب داد: انشتین نظریه‌ای جدید ارائه کرد که مبنی برهم‌ارزی بین نیروی لَخت شتاب و گرانشی بود، که در نتیجه باعث انحنادار و متناهی شدن فضا گردید، که این بنوبهٔ خود منجر به پیش‌بینی پدیده‌هایی همچون همگرایی گرانشی و اعوجاج زمان در میدان‌های گرانشی گردید.
نظریهٔ اتم کوانتیزه در دهه دوم میلادی مبدل به یک نظریهٔ مجزا و مهمی گردید که به مکانیک کوانتمی معروف شد. تا آن زمان نظریهٔ کوانتمی صرفاً متکی بر «اصل توافق» بود که بیان می‌دارد نتایج فیزیک کلاسیک باید به صورت حالات حدی نتایج مکانیک کوانتمی دربرگرفته شوند. اما این نظریه زمانی روی دور افتاد که اثر کامپتون نشان داد که نور اندازه حرکت داشته و از روی ذرات قابلیت پراشیدگی دارد، و نیز زمانی که لویی دوبروی مدعی شد که همانطوری‌که امواج الکترومعناطیس رفتار ذره گونه از خود نشان می‌دهد، ماده نیز از خود رفتار موجی می‌تواند نشان دهد، که این مفهوم بنیادی را امروزه با نام دوگانگی موج-ذره بیان می‌کنند. این اصول جدید کوانتیکی در سال ۱۹۲۵ میلادی توسط ورنر کارل هایزنبرگ، ماکس بورن، و پاسکوال جردن به صورت مکانیک ماتریسی فرمول بندی شدند. این توصیف بر اساس روابط احتمالاتی بین حالات «گسسته» ذرات بیان می‌گردید و با مفهوم علیت در تضاد قرار داشت. اما یک سال بعد در سال ۱۹۲۶ اروین شرودینگر نظریهٔ کوانتمی معادلی ارائه داد که این بار بر اساس مبانی موج بنا نهاده شده بود و توصیفی دلپذیرتر برای طرفداران فیزیک کلاسیک عرضه می‌کرد. لیکن اصل عدم قطعیت هایزنبرگ که در سال ۱۹۲۷ ارائه گردید اذعان داشت که اندازه‌گیری دقیق و هم‌زمان موقعیت و تکانه یک ذره غیرممکن است، و علاوه بر این نیز تفسیر کپنهاکی (که به افتخار شهر نیلز بوهر نامگذاری گردیده‌است) کماکان با مفهوم علیت از خود تضاد نشان می‌داد، تا جاییکه انیشتین خود اغلب از این خاصیت نظریه کوانتمی ابراز نارضایتی می‌کرد و می‌گفت: «خدا در اداره جهان تاس نمی‌اندازد».
دهه ۱۹۲۰ میلادی همچنین مطالعات ساتیندرا بوز بر روی مکانیک کوانتمیِ فوتون به تولید آمار بوز-انیشتین، نظریه چگالش بوز-اینشتین، و کشف بوزون انجامید.

## ساختن بنیادهای فیزیکی جدید

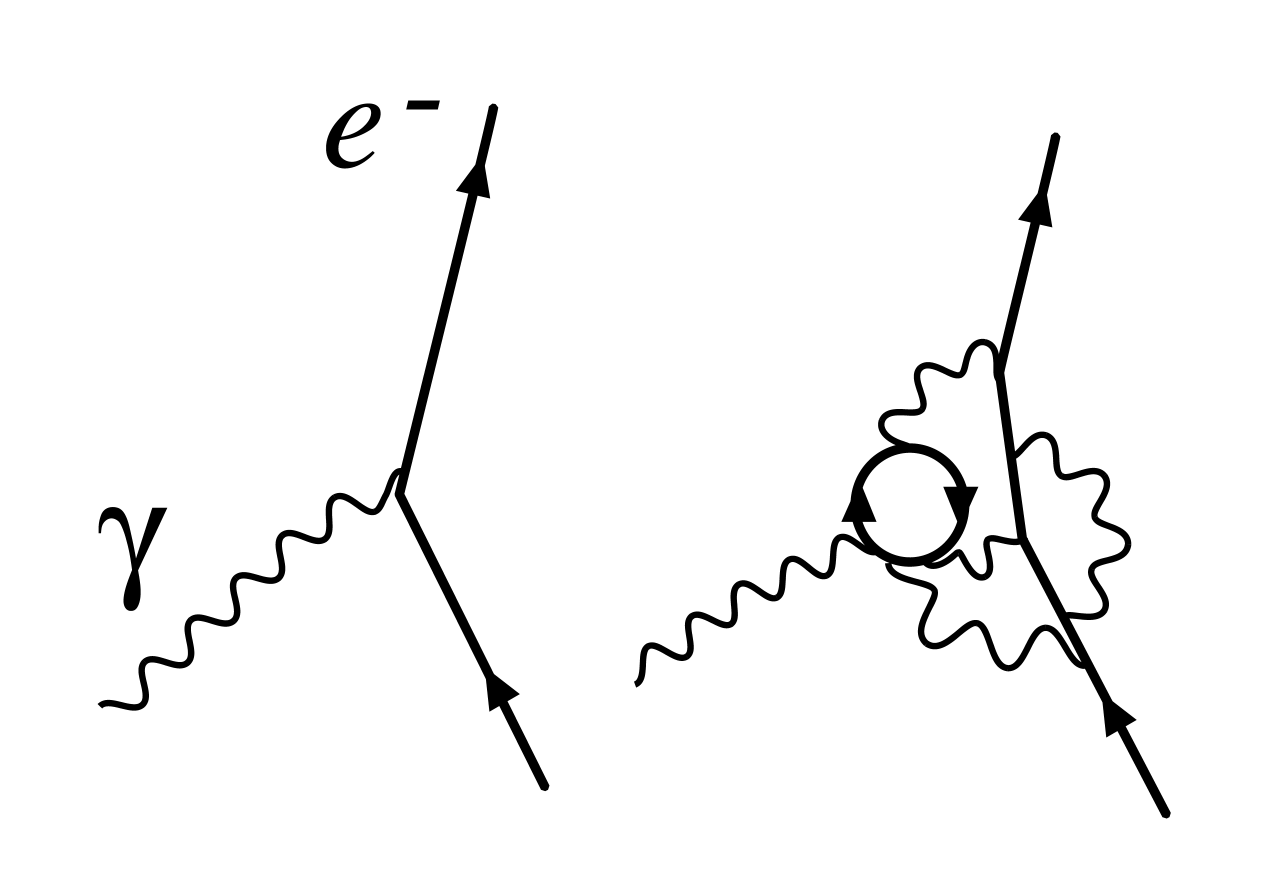
یک نمودار فاینمن از بازبهنجارش در الکترودینامیک کوانتومی

در سال ۱۹۲۸ درحالی‌که فلاسفه سخت مشغول بحث بر سر طبیعت جهان هستی بودند، نظریه‌های کوانتیکی همچنان در حال تولید نتایج شگفت‌انگیزی بودند. از جمله پل دیراک دست به فرمول بندی ساختاری نسبیتی برای مکانیک کوانتمی زد. با اینحال، تلاش‌های برای کوانتیزه کردن الکترومغناطیس در دهه ۱۹۳۰ با مشکلات جدی مواجه گردید. خصوصاً مسئلهٔ صور نامحدود در این نظریه همچنان تا بعد از جنگ جهانی دوم باقی ماند، زمانی که جولیان شوینگر، ریچارد فاینمن، و سین‌ایترو تومونوجا مستقلاً روش بازبهنجارش، که به تولید الکترودینامیک کوانتومی (Q.E.D.) انجامید را ارائه نمودند.
ظهور نظریه میدان‌های کوانتومی و برهمکنش تبادلی و ذرات کوته عمر مجازی (که حاصل خواص قوانین جهان کوانتمی بودند) باعث اشاعهٔ نظریه‌های جدید ذرات بنیادی گردیدند. به ویژه، هیدکی یوکاوا این نظریه را مطرح ساخت که هسته اتم با وجود بار مثبت هسته توسط نیروی برد کوتاهی به هم نگه داشته می‌شود که واسطش ذره ایست که بزرگی آن میان الکترون و پروتون است. این ذره که در سال ۱۹۴۷ مطرح گردید پیون نام گرفت، و یکی از تعداد ذرات مهمی بود که از دههٔ ۱۹۳۰ به بعد یکی پس از دیگری کشف شدند، از جمله نوترون، پوزیترون (نسخهٔ پادماده الکترون)، و میون. کشف این ذرات اغلب توسط روش‌های آشکارسازی همانند اتاقک ابری، امولسیون هسته‌ای، اتاقک حباب، و شمارش هم‌فرودی انجام گرفت. در اوایل، کشف این ذرات اغلب توسط ردهای یونشی پرتو کیهانی صورت می‌گرفت، لیکن رفته رفته جای خود را به سیستم‌های شتاب‌دهنده ذره‌ای دادند که تا به امروز همچنان در حال تکامل به سر می‌برند.
برهمکنش این ذرات با پراکندگی و واپاشی یک کلید برای پایه‌های تئوری‌های مکانیک کوانتم گردید. موری ژلمن و یوئیل نئومن شروع به تقسیم‌بندی ذرات بر پایه ویژگی‌هایشان کردند و نام آن را راه هشت‌گانه نامیدند، و این موضوع موجب به وجود آمدن جای خالی برای ذرات کشف‌نشده با ویژگی‌های معین شد (مشابه پیش‌بینی‌های علمی مندلیف)، که مشهورترین آن Ω−
، بود که در آزمایشگاه ملی بروکهیون در سال ۱۹۶۴ کشف گردید، و موجب شد که ایده «کوارک» ها برای ترکیب هادرون به وجود آید. اگرچه مدل کوارک در ابتدا به نظر می‌رسید در توضیح نیروی هسته‌ای قوی ناتوان باشد، اما باعث رقابت نظریه‌هایی مانند نظریه ماتریس اس و، به وجود آمدن کرومودینامیک کوانتومی گردید و در دهه ۱۹۷۰ بالاخره ذرات بنیادی دسته‌بندی شدند، که اکنون به نام «مدل استاندارد» مشهور است و بر پایه ریاضیات نظریه پیمانه‌ای قرار گرفته‌است، که به خوبی توانایی تشریح تمام نیروهایی بنیادی طبیعت به جز گرانش را داشت، و به موضوعی بدل گشت که باید حل شود.
مدل استاندارد با برهمکنش الکتروضعیف و کرومودینامیک کوانتومی به عنوان یک ساختار که در نظریه گروه‌ها به شکل (SU(3)×SU(2)×U(1 نمایش داده می‌شوند به وحدت می‌رسند. فرمول‌بندی اتحاد نیروی الکترومغناطیسی و نیروی هسته‌ای ضعیف در مدل استاندارد توسط عبدالسلام، استیون واینبرگ و، متعاقباً، شلدون لی گلاشو انجام شد. بعد از آن در سرن جریان خنثی ضعیف کشف شد، که بوزون میانجی آن بوزون‌های دبلیو و زد بودند و به همین خاطر در سال ۱۹۷۹ جایزه نوبل فیزیک به این سه نفر تعلق گرفت.
با اینکه مدل استاندارد از طریق پیش‌بینی ذرات و برهمکنش‌های میان آن‌ها در انرژی‌های مختلف به خوبی امتحان خود را پس داده‌است اما هنوز نظریه‌ای مدل استاندارد را با نسبیت عام به شکل یک نظریه واحد در نیارورده‌است اگرچه نظریه ریسمان تلاش خود را می‌کند. از دهه ۱۹۷۰ فیزیک ذرات بنیادی در تلاش بوده‌است تا با بررسی شرایط اولیه بعد از مهبانگ یا به نوعی کیهان‌شناسی زمان‌های اولیه به اتحاد برسد. با این حال از اوایل دهه ۱۹۹۰ مشاهدات اخترشناسی چالش‌های جدیدی را پیش روی اخترشناسان قرار داده‌است همانند چرایی پایداری جهان (مسئله ماده تاریک) و چرایی شتاب جهان (مسئله انرژی تاریک).

## علوم فیزیکی

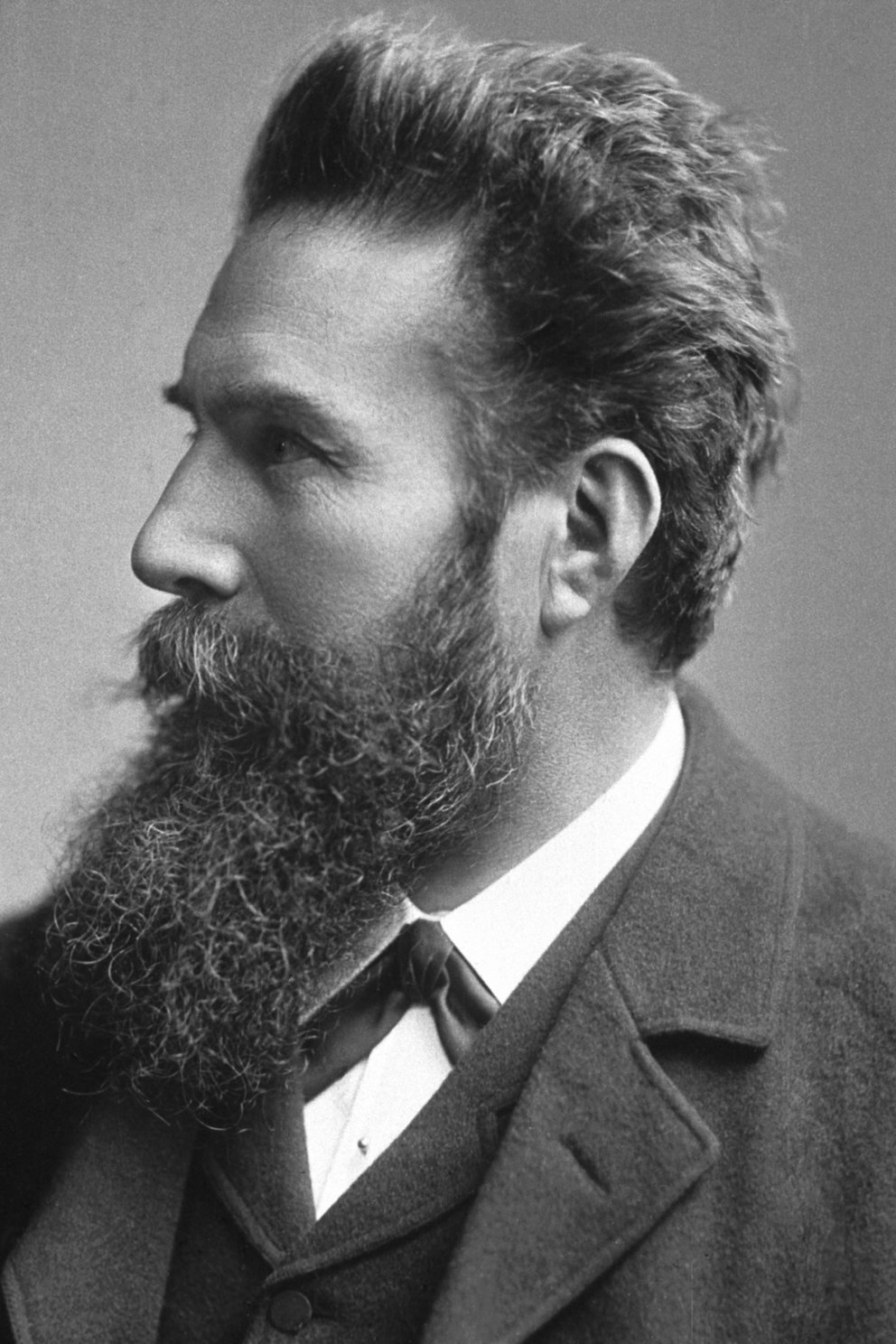
ویلهلم کنراد رونتگن در سال ۱۹۰۱

در قرن نوزدهم میلادی، علم فیزیک بیشتر تا اینکه بر اساس تلاش برای یافتن انرژی و اصول حرکت و قوانین طبیعی ماده بنا شده باشد، غالباً بر اساس روش‌های پیشرفته تحلیلی پایه‌گذاری شده بود که در آن زمان استفاده روزافزون و دسترسی فراینده‌ای پیدا کرده بودند. علومی همچون صداشناسی، ژئوفیزیک، اخترفیزیک، آیرودینامیک، فیزیک پلاسما، سرماشناسی، و فیزیک حالت جامد به شاخه‌های دیگر پژوهش فیزیک همانند نورشناخت، دینامیک شاره‌ها، الکترومغناطیس، و مکانیک پیوستند. در قرن بیستم فیزیک حتی با مهندسی برق، مهندسی هوافضا، و مهندسی و علم مواد نیز پیوندهای بسیار نزدیکی برقرار کرد، و فیزیکدان‌ها علاوه بر محیطهای آکادمیک، در آزمایشگاه‌های دولتی و صنعتی نیز مشغول به کار شدند. با رشد چشمگیر جمعیت فیزیکدان‌ها و به‌دنبال جنگ جهانی دوم، مرکز ثقل فعالیت‌های علمی فیزیک در کشور آمریکا متمرکز گردید. لیکن در دهه‌های اخیر علم فیزیک بیش از هر زمانی در گذشته حالتی همگانی و بین‌المللی پیدا کرده‌است.

## گاه‌شمار آثار مهم
| نام | نام              | زمان حیات    | نام اثر بجا مانده                          |
| --- | ---------------- | ------------ | ------------------------------------------ |
|     | ارسطو            | ق.م. ۳۸۴–۳۲۲ | فیزیک                                      |
|     | ارشمیدس          | ق.م. ۲۸۷–۲۱۲ | اجسام شناور                                |
|     | کلاودیوس بطلمیوس | ب.م. ۹۰–۱۶۸  | المجستی، چهار مقاله، جغرافیا               |
|     | نیکلاس کوپرنیک   | ۱۴۷۳–۱۵۴۳    | گردش کرات آسمانی (۱۵۴۳)                    |
|     | گالیلئو گالیله   | ۱۵۶۴–۱۶۴۲    | گفتگو در باب دو سامانه بزرگ جهان (۱۶۳۲)    |
|     | رنه دکارت        | ۱۵۹۶–۱۶۵۰    | تأملات در فلسفهٔ اولی (۱۶۴۱)                |
|     | آیزاک نیوتن      | ۱۶۴۳–۱۷۲۷    | اصول ریاضی فلسفه طبیعی (۱۶۸۷)              |
|     | مایکل فارادی     | ۱۷۹۱–۱۸۶۷    | پژوهش‌های تجربی در الکتریسیته (۱۸۳۹ و ۱۸۴۴) |
|     | جیمز کلرک ماکسول | ۱۸۳۱–۱۸۷۹    | رساله الکتریسیته و مغناطیس (۱۸۷۳)          |
|     | آلبرت اینشتین    | ۱۸۷۹–۱۹۵۵    | الکترودینامیک اجسام غیر ساکن (۱۹۰۵)        |